# 泽尔维莱尔
泽尔维莱尔（法語：Zellwiller，发音：[zɛlvilɛʁ] 或 [t͡sɛlvilɛʁ]；德语：Zellweiler）是法国下莱茵省的一个市镇，属于塞莱斯塔-埃尔什泰因区和上奈县（Obernai）。该市镇总面积8.79平方公里，2009年时的人口为720人。

## 人口
泽尔维莱尔人口变化图示